# Katsuragi, Wakayama

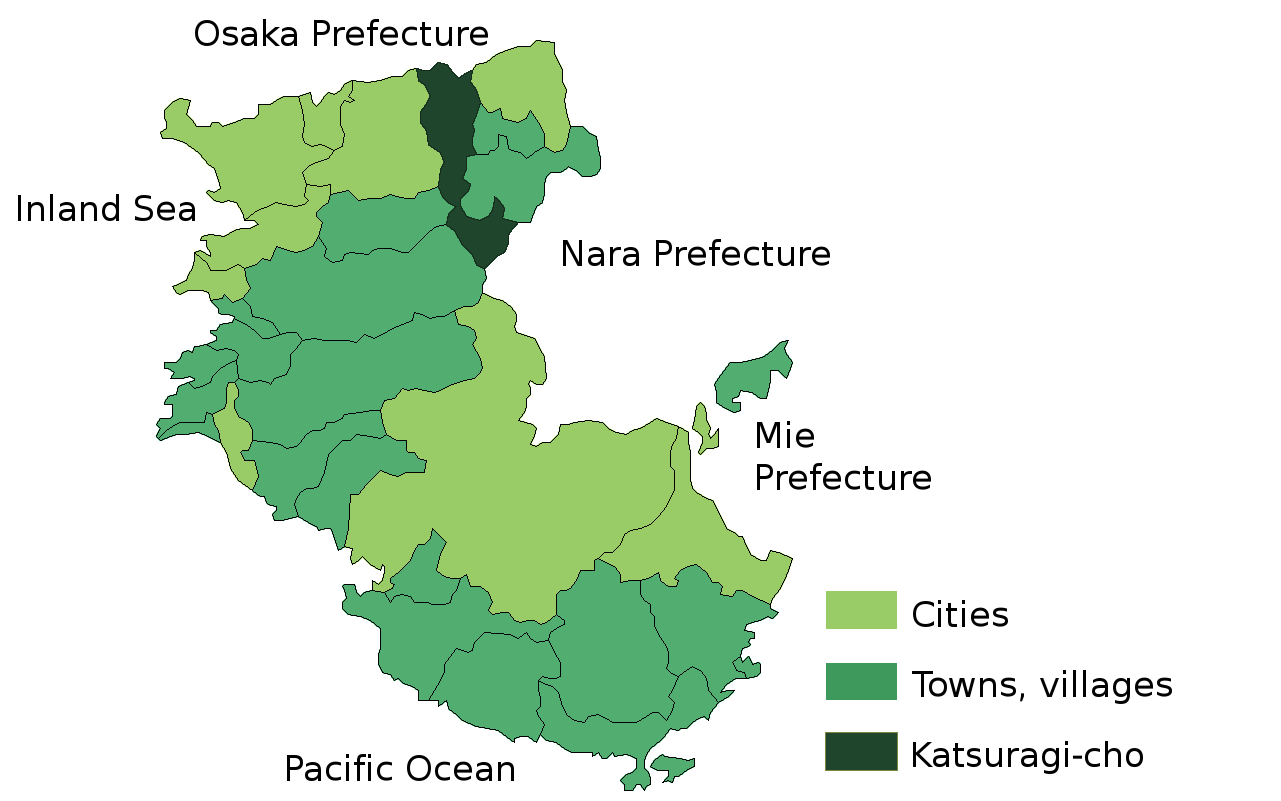

Katsuragi (かつらぎ町 Katsuragi-chō?) este un oraș din Japonia, prefectura Wakayama.